# Navbahor (Fargʻona)
Navbahor ist ein Dorf (qishloq) in der usbekischen Viloyat Fargʻona im Ferghanatal und Hauptort des Bezirks Furqat.
Der Ort liegt etwa 100 km westlich der Viloyathauptstadt Fargʻona und etwa km südwestlich der bezirksfreien Stadt Qoʻqon. Navbahor hat einen Bahnhof an der Bahnstrecke Qoʻqon-Konibodom der Usbekischen Eisenbahnen (Oʻzbekiston Temir Yoʻllari).
Einer Berechnung für 2003 zufolge betrug die Einwohnerzahl 3100.